# IEEE Photonics Technology Letters
IEEE Photonics Technology Letters  is een internationaal, aan collegiale toetsing onderworpen wetenschappelijk tijdschrift op het gebied van de natuurkunde. De naam wordt in literatuurverwijzingen meestal afgekort tot IEEE Photonics Technol. Lett.
Het wordt uitgegeven door het Institute of Electrical and Electronics Engineers en verschijnt maandelijks.
Het eerste nummer verscheen in 1989.